# Ekechejria
Ekechejria, ekecheiria (gr. Ἐκεχειρία) – dosłownie „wyciągnięcie ręki”, w znaczeniu  „święty pokój”, „pokój boży”. Tradycja pokoju podczas Igrzysk Olimpijskich. Pierwsze starożytne igrzyska olimpijskie odbyły się w 776 roku p.n.e., jednak jak głosi legenda w 820 p.n.e. wyrocznia w Delfach nakazała Likurgowi, królowi Sparty, „restaurację” igrzysk w Olimpii. Termin restauracja znany jest z przekazu, a świadczy on o tym, że i przed 820 rokiem p.n.e. odbywały się zawody, lecz z nieznanych przyczyn zostały przerwane. Taką tezę potwierdzają badania archeologiczne prowadzone w olimpijskim sanktuarium. Wówczas miał na brązowym dysku zostać spisany traktat, którego sygnatariuszami byli:
- Likurg – król Sparty,
- Ifitos – król Elidy,
- Klejstenes – król Pisy, pod którego panowaniem znajdowała się Olimpia.

Zawarty traktat miał gwarantować „pokój boży” czyli zapewnić:
- nienaruszalność i uznanie świętości Olimpii,
- organizację igrzysk co cztery lata,
- gwarancję bezpieczeństwa dla zawodników,
- zawieszenie broni na czas igrzysk.

Dysk miał być złożony w olimpijskiej świątyni Hery.
Podobny pokój gwarantowała też Amfiktionia Delficka.

## Ekechejria jako personifikacja[1]
Ekechejria jest także mało znaną upersonifikowaną boginią grecką. Przedstawienie Świętego Pokoju jako bogini znane jest z rzeźby umieszczonej w wejściu do świątyni Zeusa w Olimpii. Znajdowała się tam rzeźba Ifitosa korowanego przez boginię. Fakt ten jest znany dzięki informacji przekazanej przez Pauzaniasza [V, 10; 26].

## Okres współczesny
W 1991 roku Międzynarodowy Komitet Olimpijski głosował za przywróceniem tradycji ekechejrii na czas zarówno letnich, jak i zimowych igrzysk olimpijskich w 1992 roku. Od 1993 roku Organizacja Narodów Zjednoczonych przyjmuje uchwałę „Budowanie pokojowego i lepszego świata poprzez sport i ideał olimpijski“ na rok przed każdą letnią i zimową olimpiadą.

## Naruszenia ekechejrii
Pomimo ideałów pokoju poprzez rywalizację sportową, zdarzały się przypadki łamania ekechejrii. Chociaż ekechejria datuje się na starożytność, poniżej przedstawiono najnowsze przykłady zerwania ekecherjii:
- 2008: Wojna rosyjsko-gruzińska
- 2014: Aneksja Krymu przez Rosję
  - W odpowiedzi Stany Zjednoczone i Wielka Brytania dyplomatycznie zbojkotowały Zimowe Igrzyska Paraolimpijskie 2014, a cała ukraińska delegacja, z wyjątkiem swojego chorązego flagy, zbojkotowała ceremonię otwarcia.
- 2022: Inwazja Rosji na Ukrainę
  - Inwazja rozpoczęła się 24 lutego, pomiędzy zamknięciem Zimowych Igrzysk Olimpijskich a otwarciem Zimowych Igrzysk Paraolimpijskich. Rosji i Białorusi, które udzieliły wsparcia wojskowego, zakazano udziału w Zimowych Igrzyskach Paraolimpijskich, a ich sportowcom zakazano startowania pod swoimi flagami na Letnich Igrzyskach Olimpijskich 2024.